# Southern All Stars (アルバム)
『Southern All Stars』（サザンオールスターズ）は、サザンオールスターズの9作目のオリジナル・アルバム。1990年1月13日にCD・レコード・カセットテープで発売。発売元はタイシタレーベル。
公式サイトでは『SOUTHERN ALL STARS』という表記で記載されている。
1998年5月22日、2008年12月3日にはCDとして再発売されている。2014年12月17日からはダウンロード配信、2019年12月20日からはストリーミング配信が開始されている。

## 背景・制作
前作のアルバムの『KAMAKURA』を最後に活動を休止したサザンが1988年に活動を再開し、シングル4枚を経てリリースしたセルフタイトルアルバムである。また、本作はデビュー以来初めてサザン単独のセルフプロデュースとなったアルバムであるが、サポートメンバーとして、小林武史・門倉聡・松本晃彦・菅原弘明・藤井丈司らが参加している。次作のアルバム『稲村ジェーン』とは同時に制作が行われた。

## リリース・アートワーク
1990年のオリジナル版の初回限定盤はデジタルウォッチが付属する。また、現在まで使用されているビクターの品番「VI」が初めて使用された。
ジャケットのデザインから本作はカブトムシの呼称がある。
1998年の再発盤の初回限定盤は、オリジナルLP復刻ジャケット（いわゆる紙ジャケット）仕様で、山本晋也によるライナーノーツが封入されている。

### 再発売
- 1998年5月22日（CD）VICL-60220
- 2008年12月3日（CD）VICL-63310 リマスタリング
- 2024年12月4日（ダウンロード・ストリーミング）リマスタリング

## プロモーション
発売に先駆け、新聞に収録曲の歌詞を載せた大きな広告を掲載したほか、東京・大阪の鉄道5路線に電車の車内吊り広告を、西武鉄道の全駅に1か月間ポスターを掲示するプロモーションを行った。

## 受賞歴
| 年     | 音楽賞                 | 結果           | 出典   |
| ------ | ---------------------- | -------------- | ------ |
| 1990年 | 第32回日本レコード大賞 | 優秀アルバム賞 | [ 10 ] |

## チャート成績
1990年1月29日付と2月5日付のオリコン週間ランキングで初回盤（3,330円盤）と通常盤が2週連続1位、2位を獲得している。当時のオリコンランキングは品番が異なる場合、同名作品でも別集計であったため、週間ランキングでは別作品としてチャートインしていた。
オリコンによる累計売上枚数は119.3万枚を記録し、自身のシングル・アルバム通して初となるオリコン集計でのミリオンセラーを達成した。発売後1週間で、ビクターエンターテイメント発表の出荷枚数は140万枚に達した。

## 収録曲
- 初回限定盤・通常盤共通収録。既発曲の解説は各収録作品を参照のこと。

| #         | タイトル                                     | 作詞                                      | 作曲      | 編曲                          | 時間  |
| --------- | -------------------------------------------- | ----------------------------------------- | --------- | ----------------------------- | ----- |
| 1.        | 「フリフリ'65」                              | 桑田佳祐                                  | 桑田佳祐  | サザンオールスターズ          | 3:36  |
| 2.        | 「愛は花のように (Olé!)」                    | ルイス・サルトール                        | 桑田佳祐  | サザンオールスターズ 小林武史 | 3:35  |
| 3.        | 「悪魔の恋」                                 | 桑田佳祐 トミー・スナイダー（英語補作詞） | 桑田佳祐  | サザンオールスターズ          | 4:13  |
| 4.        | 「忘れられた Big Wave」                      | 桑田佳祐                                  | 桑田佳祐  | サザンオールスターズ 門倉聡   | 3:10  |
| 5.        | 「YOU」                                      | 桑田佳祐 トミー・スナイダー（英語補作詞） | 桑田佳祐  | サザンオールスターズ          | 4:31  |
| 6.        | 「ナチカサヌ恋歌」                           | 桑田佳祐                                  | 桑田佳祐  | サザンオールスターズ          | 4:20  |
| 7.        | 「OH, GIRL (悲しい胸のスクリーン)」          | 桑田佳祐 トミー・スナイダー（英語補作詞） | 桑田佳祐  | サザンオールスターズ          | 3:57  |
| 8.        | 「女神達への情歌 (報道されないY型の彼方へ)」 | 桑田佳祐 トミー・スナイダー（英語補作詞） | 桑田佳祐  | サザンオールスターズ 門倉聡   | 4:58  |
| 9.        | 「政治家」                                   | 桑田佳祐 トミー・スナイダー（英語補作詞） | 桑田佳祐  | サザンオールスターズ          | 3:32  |
| 10.       | 「MARIKO」                                   | 桑田佳祐                                  | 桑田佳祐  | サザンオールスターズ          | 3:54  |
| 11.       | 「さよならベイビー」                         | 桑田佳祐                                  | 桑田佳祐  | サザンオールスターズ 門倉聡   | 4:54  |
| 12.       | 「GORILLA」                                  | LINDA OMORI                               | 大森隆志  | サザンオールスターズ          | 4:42  |
| 13.       | 「逢いたくなった時に君はここにいない」       | 桑田佳祐                                  | 桑田佳祐  | サザンオールスターズ          | 4:40  |
| 合計時間: | 合計時間:                                    | 合計時間:                                 | 合計時間: | 合計時間:                     | 54:02 |

1. フリフリ'65
27枚目シングル。
2. 愛は花のように (Olé!)
桑田出演の日本生命保険「ロングラン」CMソング[注釈 4]。
全てスペイン語で歌われた楽曲[2]。桑田が監督を務めた映画『稲村ジェーン』のサウンドトラック用として制作された楽曲で、サウンドトラックにも収録されている[6]。
3. 悪魔の恋
およそ全編英語詞のブルースロック[8]。歌詞は語感重視で、「稲村ジェーン」という言葉も登場する。
アルバム曲では最初に制作された楽曲である[14]。
4. 忘れられた Big Wave
桑田出演のリクルート『B-ing』CMソング。映画『稲村ジェーン』挿入歌。ユニクロ「Life Wear/親友篇」CMソング[注釈 5]。
本楽曲のアレンジ・タイトルは桑田と親交の深い山下達郎のサウンドトラック・アルバム『BIG WAVE』への影響・オマージュであることが語られている[16]。楽器音が一切無く、全て桑田の声の多重録音と指打ち音で歌われているア・カペラの楽曲であり、クレジット上はメンバー全員がボーカルおよびコーラスとなっているが、実際はすべて桑田1人の声を重ねたものである[16]。
「愛は花のように (Olé!)」と同様に『稲村ジェーン』のために制作された曲で、サウンドトラックにも収録されている[6]。当初は『稲村ジェーン』の主題歌として制作されていた楽曲だが、映画のクランクアップ後に「真夏の果実」に変更され、変更に伴い映画の追加撮影を行っている[17]。
スティーブ・ジョブズが、2001年にシリコンバレーのApple本社で行ったiPodのプレゼンテーションにて、サラ・マクラクラン、ボブ・マーリー、ヨーヨーマ、ビートルズの楽曲に続けて「日本の曲をかけてみよう」と話し、この曲を流した。これは、ソニーのウォークマンを意識し、日本にも受け入れてもらいたいという、ジョブズの意向からと思われる[18]。
ミュージック・ビデオは製作されていないが、2003年のDVD『Inside Outside U・M・I』にイメージビデオが収録された。
1994年と1998年に教育出版が発行する高等学校の音楽教科書に掲載された[19]。
ベストアルバム『海のYeah!!』『バラッド3 〜the album of LOVE〜』にも収録されている[20][21]。
5. YOU
桑田出演の日本生命保険「ロングラン」CMソング。ユニクロ「Life Wear/2024感動パンツ インターン（春）篇、2024感動パンツ インターン（夏）篇、ミュージカルで感謝祭篇」CMソング[注釈 6]。
去っていった女性を想う切ない男心を歌う正統派ラブソング[23]。
ファンからの人気が高く、2008年のライブ『真夏の大感謝祭』でファンを対象に投票を募ったリクエストランキングで38位になり、同ライブの1曲目として歌われた[24]。
ベストアルバム『海のYeah!!』にも収録されている[20]。
6. ナチカサヌ恋歌
原由子ボーカル曲[2]。
「ナチカサヌ」とは沖縄の方言で「悲しい」という意味で、歌詞、曲調共に沖縄をモチーフとしている。沖縄を訪れて取材をしたことを基に制作された[25]。
この曲のキーはF（ヘ長調）である[26]。
7. OH, GIRL (悲しい胸のスクリーン)
男性を待つ女性の光景が第三者の目線で描かれている[27]。
アルバム『バラッド3 〜the album of LOVE〜』にも収録されている[21]。
8. 女神達への情歌 (報道されないY型の彼方へ)
25枚目シングル。
9. 政治家
政治家や政界を揶揄した歌詞となっている。政治通を自称するスタッフの言葉などを参考にした[25]。
10. MARIKO
「スウィング・ジャズがブラック・コンテンポラリーの解釈で再構築された楽曲」という評論がある[28]。
11. さよならベイビー
26枚目シングル。
12. GORILLA
アフロテイストの楽曲[8]。
歌詞には大森の出身地で話される宮崎弁が密かに使われている。
13. 逢いたくなった時に君はここにいない
ユニクロ「Life Wear/2024 AIRism 肌砂丘のふたり 夏篇」CMソング[注釈 7]。
歌詞に「Ah」「Oh」以外の英語が一切登場せず、日本語で書かれている[30]。
ファンからの人気が高く、2008年のライブ『真夏の大感謝祭』でファンを対象に投票を募ったリクエストランキングで21位になった[24]。
アルバム『バラッド3 〜the album of LOVE〜』にも収録されている[21]。
後に中村雅俊がアルバム「WITHOUT YOU」でカバーした[31]。

## 参加ミュージシャン
- 桑田佳祐 - ボーカル(#1 - 5, 7 - 13)、バック・ボーカル(#1 - 13)
- 大森隆志 - ギター(#1 - 3, 5 - 13)、バック・ボーカル(#1 - 13)
- 原由子 - キーボード(#1 - 3, 5 - 13)、ボーカル(#6)
- 関口和之 - ベース(#1 - 3, 5 - 13)、バック・ボーカル(#1 - 13)
- 松田弘 - ドラムス(#1 - 3, 5 - 13)、バック・ボーカル
- 野沢秀行 - パーカッション(#1 - 3, 5 - 13)、バック・ボーカル(#1 - 13)

- 小林武史 - キーボード
- 門倉聡 - キーボード
- 松本晃彦 - キーボード
- 菅原弘明 - シンセサイザー, コンピュータ・オペレーション
- 藤井丈司 - シンセサイザー & コンピュータ・オペレーション
- 梅崎俊春 - シンセサイザー & コンピュータ・オペレーション
- 木本ヤスオ - シンセサイザー & コンピュータ・オペレーション
  - 小林武史 by the courtesy of MIDI Inc.

### Guest Musicians
- 愛は花のように (Olé!)
  - 北村健太 - パーカッション
  - 小倉博和 - アコースティック・ギター
  - Luis Sartor - バック・ボーカル
- 悪魔の恋
  - 八木のぶお - ハーモニカ
- ナチカサヌ恋歌
  - 古我知よしあき - Okinawa Instruments & Ohayashi
  - 新城久美 - Okinawa Instruments & Ohayashi
  - 神山静子 - Okinawa Instruments & Ohayashi
- 政治家
  - Tommy Snyder - バック・ボーカル

## ライブ映像作品
| 曲名                                     | 作品名                                                                  | 備考                                                                                        |
| ---------------------------------------- | ----------------------------------------------------------------------- | ------------------------------------------------------------------------------------------- |
| フリフリ'65                              | →「 フリフリ'65 § ライブ映像作品 」を参照                               |                                                                                             |
| 愛は花のように (Olé!)                    | ホタル・カリフォルニア                                                  |                                                                                             |
| 愛は花のように (Olé!)                    | 平和の琉歌 〜Stadium Tour 1996 "ザ・ガールズ万座ビーチ" in 沖縄〜       | DVD版のエクストラメニュー「Stadium Tour 1996 "ザ・ガールズ万座ビーチ"」に一部のみ収録。     |
| 悪魔の恋                                 | 未収録                                                                  |                                                                                             |
| 忘れられた Big Wave                      | 未収録                                                                  |                                                                                             |
| YOU                                      | ホタル・カリフォルニア                                                  |                                                                                             |
| YOU                                      | 真夏の大感謝祭 LIVE                                                     |                                                                                             |
| YOU                                      | 桑田佳祐の音楽寅さん 〜MUSIC TIGER〜 あいなめBOX                        | 桑田佳祐ソロ名義の作品。特典映像DISC「サザンオールスターズ SPECIAL LIVE IN 建長寺」に収録。 |
| YOU                                      | SUPER SUMMER LIVE 2013 「灼熱のマンピー!! G★スポット解禁!!」 胸熱完全版 |                                                                                             |
| YOU                                      | 茅ヶ崎ライブ2023                                                        |                                                                                             |
| ナチカサヌ恋歌                           | 未収録                                                                  |                                                                                             |
| OH, GIRL (悲しい胸のスクリーン)          | 未収録                                                                  |                                                                                             |
| 女神達への情歌 (報道されないY型の彼方へ) | →「 女神達への情歌 (報道されないY型の彼方へ) § ライブ映像作品 」を参照  |                                                                                             |
| 政治家                                   | 未収録                                                                  |                                                                                             |
| MARIKO                                   | 未収録                                                                  |                                                                                             |
| さよならベイビー                         | →「 さよならベイビー § ライブ映像作品 」を参照                          |                                                                                             |
| GORILLA                                  | 未収録                                                                  |                                                                                             |
| 逢いたくなった時に君はここにいない       | 未収録                                                                  |                                                                                             |